# Новоянзігітівська сільська рада
Новоянзігі́тівська сільська рада — муніципальне утворення у складі Краснокамського району Башкортостану, Росія. Адміністративний центр — присілок Новий Янзігіт.
Станом на 2002 рік центром сільської ради було село Стара Мушта.

## Населення
Населення — 1509 осіб (2019, 1743 в 2010, 2003 в 2002).

## Склад
До складу поселення входять такі населені пункти:
| Населений пункт         | Населення, осіб (2002) | Населення, осіб (2010) |
| ----------------------- | ---------------------- | ---------------------- |
| Бачкітау, присілок      | 317                    | 270                    |
| Новий Янзігіт, присілок | 362                    | 316                    |
| Стара Мушта, село       | 645                    | 563                    |
| Староянзігітово, село   | 575                    | 529                    |
| Уртаул, присілок        | 25                     | 14                     |
| Янаул, присілок         | 79                     | 51                     |